# 陶凤集
陶凤集（1880年—1928年），又名尚畴，字遇刚，湖北省南漳县沐浴乡陶家湾人。中国民主革命家。

## 生平
光绪二十七年（1901年），陶凤集留学日本，在东京的一所中学学习。1905年，他在日本加入中国同盟会。1906年，陶凤集中学毕业后，回国参加革命活动，事泄，被官府下令缉拿。他逃到日本，入明治大学学习政法，1910年毕业。1911年，他回国参加了黄花岗起义。起义失败后，黄兴逃到香港，并将参加起义的包括陶凤集在内的湖北籍人士介绍给湖北的居正。居正把陶凤集留在身边准备武昌起义。1911年秋，31标的共进会领导人李绍白等人不想随端方到四川镇压保路运动，遂策划乘瑞澂为端方饯行时杀掉此二人，陶凤集知道后，认为时机不成熟，建议居正加以阻止。居正、杨玉如、邓玉麟等遂进行劝阻，并商定武昌起义后，31标就地起义杀掉端方。李绍白等人遂随军入四川。
1911年武昌起义成功，陶凤集、田桐到上海，邀各省都督府代表聯合會代表到汉口开会。代表在汉口开会，定武昌为国都，议定了《中华民国临时政府组织大纲》。革命党人推举刘公、居正、陶凤集等七人组成了宪法起草委员会，起草了《鄂州约法》。1912年，陶凤集任武昌府知事。1913年，他任鄂北观察使。1914年底，他辞去观察使职务，受黎元洪邀请，到北京政府任职。此后他因对政局失望而离开北京，到湖南长沙担任厘金局长。1919年，陶凤集因病辞职，赴武汉就医。
1920年，阎相文任陕西督军，邀请陶凤集任陕西省财政厅长。阎相文去世后，冯玉祥接任陕西督军，陶凤集到冯玉祥部任高等顾问。1925年，经冯玉祥介绍，陶凤集到湖北督军萧耀南处任高参。1926年北伐期间，铁军围攻武汉，陶凤集为促使萧耀南离开吴佩孚进行了一些工作。1927年，他被冯玉祥任命为国民革命军第二集团军总司令部参议。1927年秋，他到襄阳张湾任厘金局长。1928年，他任老河口厘金局长，曾争取老河口的马文德归附冯玉祥，但未能成功。因他在老河口严格执行税法，引起大商号和商团的不满。1928年秋，陶凤集患病，大商号勾结军阀，乘机投毒害死了他。陶凤集享年49岁。

## 著作
- 望山文集